# Parafia św. Anny w Jeleńcu
Parafia św. Anny w Jeleńcu – parafia rzymskokatolicka z siedzibą w Jeleńcu, założona w 1919 roku.
Obecny kościół parafialny murowany, wybudowany w latach 1742–1752.

## Zasięg parafii
Do parafii należą wierni z miejscowości: Jeleniec, Borowina, Stara Gąska, Kierzków, Sarnów oraz Szczygły Dolne.